# Ensemble Werlberger Straße

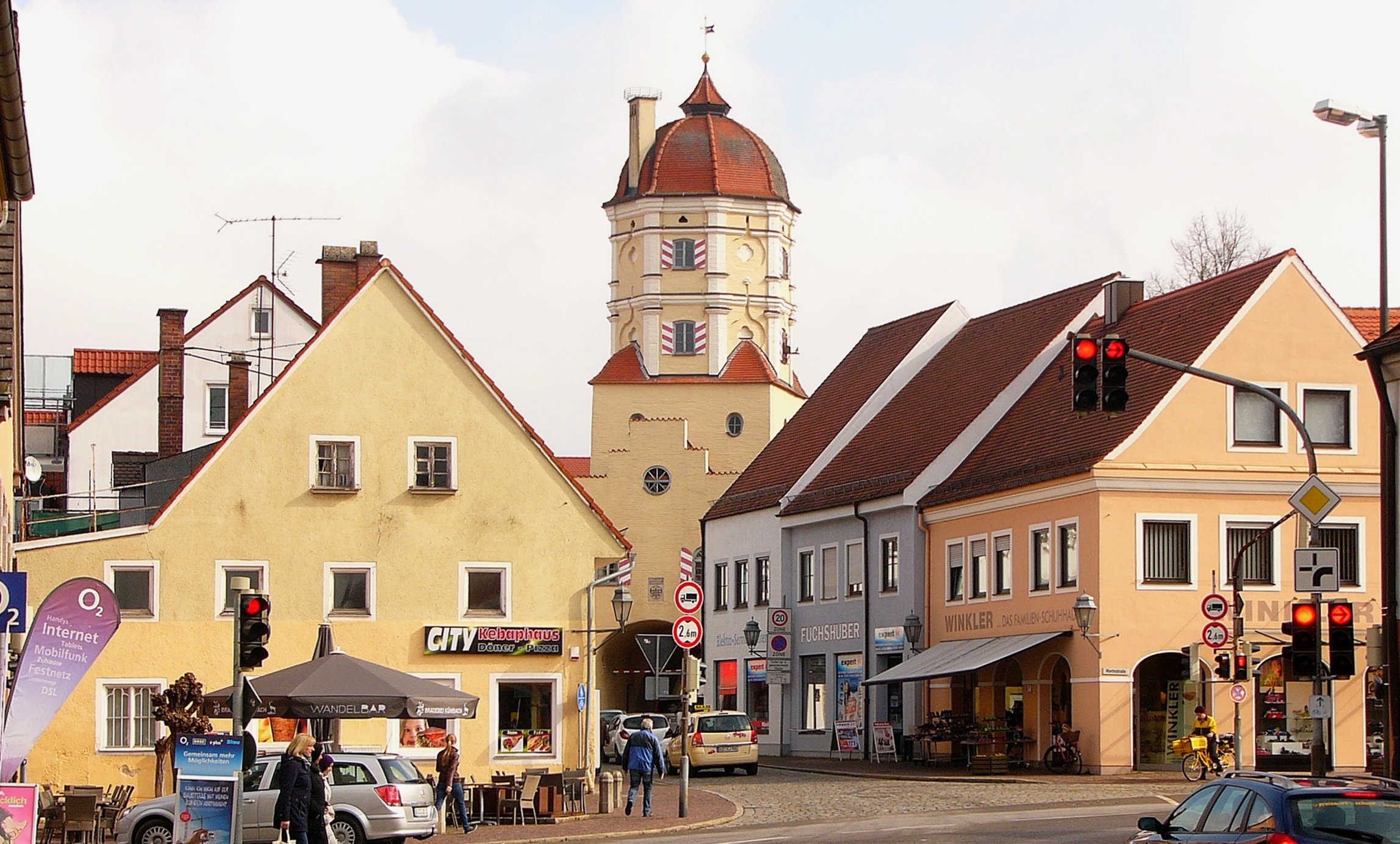
Werlberger Straße in Aichach

Das Ensemble Werlberger Straße ist ein Bauensemble in Aichach, der Kreisstadt des Landkreises Aichach-Friedberg im bayerischen Regierungsbezirk Schwaben.

## Beschreibung
Zum denkmalgeschützten Bauensemble gehören die Gebäude Werlberger Straße 1–5, 8, 10 und 12.   
Die Häuser der Werlberger Straße bilden die Verlängerung des Stadtplatzes über das Obere Tor hinaus. Der in Anlehnung an die ursprüngliche Form neu errichteten Baugruppe auf der Ostseite steht eine Reihe schlichter zweigeschossiger Wohnhäuser gegenüber, zum Teil mit vorstehenden Dächern zur Straße hin. Die Gebäude der Westseite stammen aus der Zeit um 1800 und später.